# Katastrofa lotu Austral Lineas Aereas 2553
Katastrofa lotu Austral Lineas Aereas 2553 – która zdarzyła się 10 października 1997. McDonnell Douglas DC-9-32 należący do argentyńskich linii lotniczych Austral Lineas Aereas (lot 2553), lecący z Posadas do Buenos Aires, rozbił się 21 km od miasta Nuevo Berlín w Urugwaju w wyniku błędu pilota. Śmierć poniosły wszystkie osoby na pokładzie (69 pasażerów i 5 członków załogi).

## Przebieg lotu
28-letni DC-9 wykonywał rutynowy lot między Posadas, a Buenos Aires. O godz. 20:20 lot 2553 wystartował w swój ostatni lot. Samolot podczas rejsu trafił na złe warunki atmosferyczne i z tego powodu obniżył lot na pułap 30.000 stóp. Piloci zmniejszając wysokość spowodowali asymetryczny opływ powietrza nad skrzydłami, co spowodowało gwałtowne opadanie maszyny, którego nie udało się opanować. W wyniku katastrofy śmierć poniosło 74 osób.

## Przyczyny
Przyczyną tragedii było zamrożenie prędkościomierza w czasie lotu przez chmury. Piloci sugerując się wskazaniami prędkościomierza uznali, że lecą zbyt wolno i grozi im utrata siły nośnej skrzydeł. Próbując temu zapobiec zwiększyli ciąg silników. Wskazania zamrożonego prędkościomierza nie zmieniły się jednak znacząco. W drugim kroku prób zwiększenia siły nośnej piloci postanowili wysunąć klapy. Rzeczywista prędkość, z jaką poruszał się samolot, była większa od normalnie bezpiecznej dla jego konstrukcji i znacznie większa od bezpiecznej dla wysuwania klap. W tej sytuacji powietrze wyrwało jedną z klap. To spowodowało znaczną asymetrię w przepływie powietrza przy każdym ze skrzydeł. W wyniku tego nastąpiła utrata kontroli nad maszyną, która zaczęła gwałtownie spadać.
Eksperci ocenili, że samolot uderzył w ziemię niemal pionowo, z prędkością ok. 1200 km/h.